# Jean Beausejour
Pour les articles homonymes, voir Beausejour.
Jean André Emanuel Beausejour Coliqueo, né le 1er juin 1984 à Santiago, est un footballeur international chilien. 
Il évolue en 2014 à Colo-Colo en première division chilienne au poste de latéral gauche.

## Biographie
Beausejour est d'origine haïtienne par son père et mapuche par sa mère. 
Il commence sa carrière professionnelle en 2001 au Universidad Católica, son club formateur.
Il fait partie des 23 joueurs chiliens sélectionnés pour participer à la Coupe du monde 2010. Il est l'auteur du premier but de son équipe lors du mondial contre le Honduras le 16 juin 2010.
Le 25 janvier 2012, il est transféré de Birmingham City à Wigan Athletic. Il signe alors un contrat de deux ans et demi.

## Statistiques

### En sélection nationale
| Saison                | Sélection             | Phases finales                | Phases finales | Phases finales | Phases finales | Éliminatoires CDM | Éliminatoires CDM | Éliminatoires CDM | Matchs amicaux | Matchs amicaux | Matchs amicaux | Total | Total | Total |
| Saison                | Sélection             | Compétition                   | M              | B              | Pd             | M                 | B                 | Pd                | M              | B              | Pd             | M     | B     | Pd    |
| --------------------- | --------------------- | ----------------------------- | -------------- | -------------- | -------------- | ----------------- | ----------------- | ----------------- | -------------- | -------------- | -------------- | ----- | ----- | ----- |
| 2003-2004             | Chili                 | Copa América 2004             | -              | -              | -              | -                 | -                 | -                 | 2              | 0              | 1              | 2     | 0     | 1     |
| 2004-2005             | Chili                 | -                             | -              | -              | -              | 1                 | 0                 | 0                 | -              | -              | -              | 1     | 0     | 0     |
| 2007-2008             | Chili                 | -                             | -              | -              | -              | 2                 | 0                 | 1                 | 4              | 0              | 0              | 6     | 0     | 1     |
| 2008-2009             | Chili                 | -                             | -              | -              | -              | 6                 | 1                 | 1                 | 3              | 0              | 0              | 9     | 1     | 1     |
| 2009-2010             | Chili                 | Coupe du monde 2010           | 4              | 1              | 0              | 4                 | 0                 | 1                 | 4              | 0              | 1              | 12    | 1     | 2     |
| 2010-2011             | Chili                 | Copa América 2011             | 3              | 0              | 1              | -                 | -                 | -                 | 5              | 1              | 0              | 8     | 1     | 1     |
| 2011-2012             | Chili                 | -                             | -              | -              | -              | 2                 | 0                 | 1                 | 3              | 0              | 0              | 5     | 0     | 1     |
| 2012-2013             | Chili                 | -                             | -              | -              | -              | 5                 | 0                 | 1                 | 2              | 0              | 0              | 7     | 0     | 1     |
| 2013-2014             | Chili                 | Coupe du monde 2014           | 2              | 1              | 0              | 3                 | 0                 | 0                 | 6              | 2              | 2              | 11    | 3     | 2     |
| 2014-2015             | Chili                 | Copa América 2015             | 4              | 0              | 0              | -                 | -                 | -                 | 5              | 0              | 1              | 9     | 0     | 1     |
| 2015-2016             | Chili                 | Copa América Centenario       | 6              | 0              | 1              | 5                 | 0                 | 1                 | 1              | 0              | 0              | 12    | 0     | 2     |
| 2016-2017             | Chili                 | Coupe des confédérations 2017 | 4              | 0              | 0              | 5                 | 0                 | 2                 | 4              | 0              | 0              | 13    | 0     | 2     |
| 2017-2018             | Chili                 | -                             | -              | -              | -              | 3                 | 0                 | 0                 | 2              | 0              | 0              | 5     | 0     | 0     |
| 2018-2019             | Chili                 | Copa América 2019 4e          | 5              | 0              | 0              | -                 | -                 | -                 | 2              | 0              | 0              | 7     | 0     | 0     |
| 2020-2021             | Chili                 | Copa América 2021             | -              | -              | -              | 2                 | 0                 | 0                 | 0              | 0              | 0              | 2     | 0     | 0     |
| Total sur la carrière | Total sur la carrière | Total sur la carrière         | 28             | 2              | 2              | 38                | 1                 | 8                 | 43             | 3              | 5              | 109   | 6     | 15    |

## Palmarès
- Birmingham City
  - Vainqueur de la Coupe de la Ligue d'Angleterre : 2011
- Chili
  - Vainqueur de la Copa América en 2015 et 2016.
  - Finaliste de la Coupe des confédérations 2017